# Bărboși
Bărboși – wieś w Rumunii, w okręgu Marusza, w gminie Zau de Câmpie. W 2011 roku liczyła 330 mieszkańców.